# Палеарктика
Палеарктическата екозона е една от осемте екозони, на които се разделя земната повърхност. Тя е и с най-голяма площ. Включва екорегиони от Европа, частите на Азия северно от хималайските склонове, Северна Африка и северните и централните части на Арабския полуостров.

## Главни екологични региони

### Средиземноморски басейн
Включва земите, които заграждат Средиземно море, а именно: южните части на Европа, северните части на Африка и западните на Азия. Екорегионите в тези територии съставляват най-големия и най-разнообразен регион със средиземноморски климат с предимно меки и дъждовни зими и горещи и сухи лета. Установени са 13 000 ендемични вида.

### Сахара и Арабската пустиня
Огромният пустинен пояс, който образуват Атлантическата крайбрежна пустиня, Сахара и Арабската пустиня, е граница между палеарктическите екорегиони и афротропическите.